# Das weiße Kaninchen
Das weiße Kaninchen ist ein deutsches Fernseh-Filmdrama, das sich unter der Regie von Florian Schwarz mit Cyber-Grooming auseinandersetzt. Erstausstrahlung war am 28. September 2016 im Ersten, im übrigen Europa am 22. September 2017 auf arte.

## Handlung
Für die schüchterne dreizehnjährige Sara ist das Netz Treffpunkt und Zufluchtsort. Dort trifft sie auf „Benny“, der sehr einfühlsam erscheint und behauptet, siebzehn Jahre alt zu sein. Sie weiß nicht, dass hinter diesem Benutzernamen, der als Profilbild ein weißes Kaninchen führt, in Wirklichkeit der Lehrer und Familienvater Simon Keller steckt. Dieser wird gezeigt, wie er sich selbst befriedigt, während er im Verborgenen seine jungen Schülerinnen beim Sportunterricht beobachtet.
Sara vertraut sich „Benny“ an, nachdem sie von „Kevin“ – Pseudonym des sechzehnjährigen Julian Kiefer, einer weiteren Internetbekanntschaft – mit einem freizügigen Foto erpresst wird.
Keller alias Benny bietet ihr an, Bennys angeblichem Vertrauenslehrer Keller das eigene Benutzerkonto zu überlassen, damit dieser ihr helfen kann. Sie verabredet sich mit dem Lehrer in einem Park, wo er ihr vorschlägt, den Erpresser bei einem Treffen zu stellen und ihm das Foto abzunehmen.
Keller trifft nach den beiden Jugendlichen am Treffpunkt ein und wird aus der Deckung heraus Zeuge eines sexuellen Missbrauchs, kommt Sara aber nicht zur Hilfe, sondern beobachtet das Geschehen bis „Kevin“ gegangen ist. Dann erst geht er zu dem Mädchen, um es zu trösten, und schickt es mit einem Taxi nach Hause.
Anschließend folgt er dem Jungen in ein Café und erzwingt mit Gewalt die Herausgabe des Mobiltelefons, auf dem sich auch eine Filmaufnahme der sexualisierten Gewalttat befindet.
Das Café wird von LKA-Sonderermittler Miki Witt überwacht, der sofort einschreitet, das Telefon beschlagnahmt und beide mit aufs Revier nimmt. Julian hat zu diesem Zeitpunkt das Video jedoch bereits im Internet hochgeladen, wo es unter Saras Mitschülern schnell die Runde macht.
Keller kann, gestützt von Saras Aussagen, der Ermittlergruppe glaubhaft vermitteln, dass er unter einem Vorwand Kontakt zu dem Kind hergestellt habe, um es vor Übergriffen wie diesem zu schützen, und verweist dabei auf seine Funktion als Medienpädagoge. Einzig Witt glaubt ihm nicht, ermittelt auf eigene Faust weiter, bringt den Fall mit einem früheren Mord an einem Kind in Verbindung und setzt Keller massiv unter Druck.
Dieser lockt den Ermittler zu seinem geheimen Ort, einem Pferdehof, wohin Sara sich geflüchtet hat. Dort erschlägt er den Polizisten. Die letzten Einstellungen zeigen Keller, der in seiner Fantasie von Sara getröstet wird, und dann einen stilisiert dargestellten Chatroom, in dem ein Hund-Avatar mit blutiger Schnauze über einem regungslos-blutigen Kaninchen-Avatar kniet.

## Hintergrund
Das Kölner Medienunternehmen FFP New Media produzierte den Film im Auftrag des Südwestrundfunks. Die Dreharbeiten fanden im Oktober und November 2015 in Berlin statt.
Der Filmtitel nimmt Bezug auf die Figur des weißen Kaninchens in Lewis Carrolls Kinderbuch Alice im Wunderland.

## Auszeichnungen
Preise
- 27. Internationales Filmfest Emden-Norderney: Creative Energy Preis für das beste Drehbuch[5]
- 12. Festival des deutschen Films 2016: Medienkulturpreis für Claudia Gerlach-Benz von der Fernsehfilmredaktion des SWR[6]
- Günter-Rohrbach-Filmpreis 2016: Preis des Saarländischen Rundfunks für Lena Urzendowsky[7]
- Grimme-Preis 2017 in der Kategorie Fiktion an: Michael Proehl und Holger Karsten Schmidt (Buch), Florian Schwarz (Regie), Philipp Sichler (Kamera), Devid Striesow und Lena Urzendowsky (Darsteller)[8]
- Bayerischer Fernsehpreis als Bester Schauspieler in der Kategorie Fernsehfilme/Serien für Devid Striesow

Nominierungen
- Fernsehfilmfestival Baden-Baden 2016[9]
- Prix Europa
- „Bester Fernsehfilm“ auf dem Festival de la Fiction La Rochelle
- Deutscher Fernsehpreis 2017 in den Kategorien „Bester Film“, „Bestes Buch“ und „Beste Musik“
- Deutscher Hörbuchpreis 2017
- Jupiter Award 2017 in den Kategorien „Bester Film“ und „Bester Schauspieler“ (Devid Striesow)

## Verweise
- ARD-Seite zum Film
- Das weiße Kaninchen bei IMDb
- Das weiße Kaninchen bei filmportal.de